# Église Saint-Pierre de Perlach

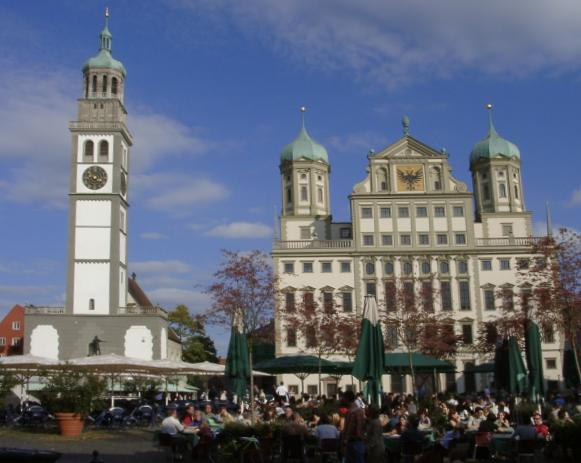
L'église et l'hôtel de ville

 (octobre 2022).
L'église Saint-Pierre de Perlach (en allemand St. Peter am Perlach ou Perlachkirche) est une église romane catholique située dans le centre d'Augsbourg en (Bavière). Son clocher, le Perlachturm est avec l'hôtel de ville d'Augsbourg un des monuments les plus connus de la ville.

## Marie qui défait les nœuds
L'image et la dévotion mariales de cette église, Marie qui défait les nœuds est connue en Amérique latine sous le nom d'image miraculeuse de Marie des nœuds. Une copie de la peinture se trouve dans l'église San José del Talar de Buenos Aires, en Argentine.

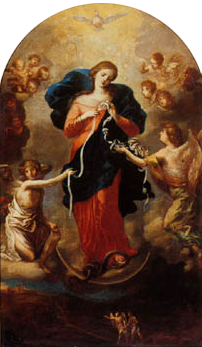
Marie qui défait les nœuds